# Asociația de Fotbal din Bahrain
Asociația de Fotbal din Bahrain (arabă الاتحاد البحريني لكرة القدم) este forul ce guvernează fotbalul în Bahrain. Se ocupă de organizarea echipei naționale și a altor competiții de fotbal din stat.